# Marie-Therese Obst
Marie-Therese Obst (* 7. Januar 1996 in Berlin) ist eine deutsch-norwegische Leichtathletin, die sich auf den Speerwurf spezialisiert hat.

## Sportliche Laufbahn
Erstmals international in Erscheinung trat Marie-Therese Obst bei den Jugendweltmeisterschaften 2013 in Donezk, bei denen sie mit einer Weite von 47,74 m in der Qualifikationsrunde ausschied. Im Jahr darauf belegte sie bei den Juniorenweltmeisterschaften in Eugene mit 53,19 m den siebten Platz, ehe sie bei den Europameisterschaften in Zürich mit 54,59 m den Finaleinzug verpasste. 2015 wurde sie bei den Junioreneuropameisterschaften in Eskilstuna mit 53,60 m Fünfte. Sie beendete daraufhin vorläufig ihre aktive Karriere und absolvierte ein Studium an der University of Georgia. 2021 wurde sie NCAA-Collegemeisterin im Speerwurf und legte daraufhin erneut eine mehrjährige Wettkampfpause ein. 2024 gewann sie bei den Europameisterschaften in Rom mit 63,50 m die Bronzemedaille hinter der Österreicherin Victoria Hudson und Adriana Vilagoš aus Serbien. Im August gelangte sie bei den Olympischen Sommerspielen in Paris mit 61,14 m im Finale auf Rang elf.
2015 wurde Obst norwegische Meisterin im Speerwurf.